# Héctor Fabián Carini Hernández
Héctor Fabián Carini Hernández (nascut a Montevideo, Uruguai el 26 de desembre de 1979) és un exfutbolista uruguaià que jugava com a porter.